# مایک اروتسیونه
مایک اروتسیونه (ایتالیایی: Mike Eruzione؛ زادهٔ ۲۵ اکتبر ۱۹۵۴) بازیکن هاکی روی یخ اهل ایالات متحده آمریکا بود.